# Моргенштерн Семен Григорович
Семен Григорович Мо́ргенштерн (нар. 1868, Одеса — 1952, Ялта) — спеціаліст по виноробсту і виноградарству, професор з 1926 року.

## Біографія
Народився у 1868 році в Одесі. 1891 року закінчив Санкт-Петербурзький технологічний інститут, 1893 році — Вищі виноробної курси при Нікітському ботаничному саді. Наукову діяльність розпочав на Плотянській дослідній станції (нині село Плоть Рибницького району Молдови) як хімік-винороб, де у 1895—1899 роках досліджував вина, ґрунти виноградників, вів досліди по культурі винограду. До 1917 року працював керуючим Сахарнянською земською школою виноградарства і виноробства. З 1919 року — завідувач секцією спеціальних культур і сільськогосподарської освіти в Подільському губернському земському відділі, з 1925 року завідувач кафедри спеціальних культур і технології рослинних продуктів Кам'янець-Подільського сільськогосподарського інституту. З 1936 рокузавідувач відділом виноробства і виноградарства в Закавказькому науково-дослідного інституту виноградарства і виноробства (Телаві), з 1937 року завідувач енохімічною лабораторією у Всесоюзному науково-дослідному інституті виноградарства і виноробства «Магарач» (Ялта).
Помер в Ялті у 1952 році.

## Наукова діяльність
Вніс значний внесок в підготовку працівників лабораторій винзаводів комбінату «Массандра», вів заняття в школі плодівництва і виноградарства при Нікітському ботаничному саді. Автор понад 30 наукових робіт по виноградарству і виноробству. Зокрема:
- Исследование сортов винограда Южного берега Крыма. — Виноделие и виноградарство СССР, 1946, № 2;
- Технохимический контроль в винодельческой промышленности. — Симферополь, 1948.